# Tikounei Zohar
 (février 2011).
Pour les articles homonymes, voir Zohar.
Pata'h Eliyahou (hébr. פָּתַח אֵלִיָּהוּ) est un extrait du Zohar inclus dans le rituel séfarade dont il porte parfois le nom. Il s'agit d'une supplique adressée au prophète Élie qui selon la tradition juive, à partir du récit de son élévation aux cieux devant les yeux de son disciple Élisée, n'est jamais mort, assiste à toutes les circoncisions. Il annoncera la venue du Messie. C'est pour cette raison qu'on l'invoque et qu'on l'invite lors du Seder ainsi que lors de la Havdalah.
Les Tikouney Ha Zohar, littéralement Les arrangements du Zohar sont une œuvre à distinguer du Zohar qui est un commentaire sur les cinq livres du Pentateuque. Cet ouvrage est composé de 138 folios et comporte soixante-dix arrangements ou Tiqqounim qui sont soixante-dix explications du premier mot du livre de la Genèse, Au commencement, Bereshit.